# Ivo Rittig
Ivo Rittig (* 3. ledna 1963) je český podnikatel s širokou škálou oblastí zájmu, v minulosti byl také kvůli svým stykům s politiky označován za lobbistu. Zbohatl v 90. letech na obchodech s módou, kdy se mu povedlo do ČR přinést luxusní světové značky, ale v současné době má daleko širší podnikatelské portfolio. Zabývá se například realitním sektorem, oblastí gastra, luxusním zbožím a módou, dalšími oblastmi podnikání jsou pak poradenství a konzultační služby, stejně jako média a online služby. V minulosti byl také promotérem zápasů K-1 nebo majitelem hokejového klubu HC Prospekta Praha. V současnosti bývá spojován také s organizací Oktagon MMA, kde působí podle slov jejího ředitele Ondřeje Novotného jako „neoficiální poradce“.

## Život
Ivo Rittig v současné době žije se svou partnerkou Lenkou Rittig v České republice, ale pobývá také v dalších zemích. Má šest dětí. Podle jeho účtu na sociálních sítí, tráví čas s rodinou a vedle MMA patří mezi jeho záliby také auta, cestování a gastronomie. Na svém instagramovém profilu se netají tím, že ho pojí přátelství se zápasníkem Karlosem Vémolou. V rozhovoru pro server MMA Shorties uvedl, že se v rámci přátelství stará slavnému zápasníkovi o obchodní vztahy a o to, aby se po konci sportovní kariéry nedostal do finančních problémů. Podobně se stará i o další sportovce. 
Právě slavnému českému zápasníkovi smíšených bojových umění poskytl Rittig zatím nejobsáhlejší rozhovor, kde se nebývale podrobně vyjádřil ke své předrevoluční i porevoluční minulosti. A také ke svému mediálnímu obrazu. Ten je utvářen řadou kauz, kdy byl Ivo Rittig v hledáčku policejních vyšetřovatelů a od médií se mu dostalo označení „kontroverzní podnikatel“ a „kmotr“. Ze všech soudních kauz, které byly s Rittigovým jménem po revoluci spojovány, ovšem vyšel tento podnikatel pravomocně osvobozen.

### Před revolucí: vedoucí prodejny a kriminál
Po základní škole nastoupil na učiliště, kde se učil v oboru prodavač a lahůdkář. Na praxi docházel do lahůdkářství U Paukertů, což bylo považováno za prominentní místo. Po vyučení nastoupil v červnu 1981 jako prodavač do státního podniku Potraviny Praha, pracoval v samoobsluze na rohu Štěpánské a Žitné na Praze 1. V prodejně se mu dařilo, během pouhých dvou let se stal vedoucím. Podle listu IHNED.cz, jenž citoval soudní rozhodnutí z let 1987 a 1988 získaná na základě zákona o svobodném přístupu k informacím, Rittig od podzimu 1983 až do zatčení v červnu 1985 spolu se svým zástupcem postupně rozkrádali svěřenou prodejnu potravin, především si brali peníze z tržeb, což zejména Rittig dle své argumentace u soudu „bral jako normální věc“. Celkové manko prodejny mělo činit 766 tisíc korun, což byla na tehdejší poměry obrovská částka. Nakonec byl Rittig potrestán devíti lety odnětí svobody poté, co byl jeho čin překvalifikován z původního rozkrádání majetku v socialistickém vlastnictví. Z devíti let strávil ve vězení polovinu, zejména proto, že ještě před pravomocným rozsudkem strávil tři roky ve vazbě. Začátkem roku 1990 se dostal na svobodu po Havlově amnestii.

### Podnikání
Co dělal Rittig po návratu z vězení na začátku devadesátých let není veřejně známo, podle jeho známých (jak uvedeno v IHNED.cz) patrně kšeftoval se zahraničním a tudíž v tehdejším Československu ceněným zbožím (kosmetika, výpočetní technika, elektronika). S bývalou tlumočnicí Lenkou Vejvalkovou založil společnost Prospekta Moda, jež prodávala luxusní zboží (např. značku Versace) v centru Prahy a na ruzyňském letišti. Toto podnikání bylo značně výnosné a umožnilo Rittigovi jednak sponzorovat hokejový klub Prospekta Praha, tak i organizovat utkání v K-1, pozvat do Prahy několik hvězd bojových sportů a známých herců a zejména přes podobné společenské akce získat přístup „do nejvyšších pater byznysu a politiky“. Kromě toho Rittig figuruje v několika dalších společnostech, jejichž byznys dle IHNED.cz již tak průhledný není.

## Mediální obraz a soudní spory
Zhruba od roku 2009 se Ivo Rittig dostal do hledáčku médií a protikorupčních organizací. Novináři ho označovali za lobbistu a šedou eminenci Občanské demokratické strany. Dávali ho zejména do spojitosti s někdejším poslancem a od roku 2011 také ministrem zemědělství Petrem Bendlem. Oba muži však veřejně takovéto vztahy nikdy nepotvrdili.
Jméno Iva Rittiga bylo zmíněno hned v několika mediálních a soudních kauzách. Ze všech však nakonec vyšel pravomocně osvobozen a na státu vysoudil odškodné. Do soudních sporů vstupoval Ivo Rittig také s médii, protikorupčními organizacemi i politiky s různou mírou úspěchu. Zatímco jeho žaloby na Transparency International a Nadačnímu fondu proti korupci skončily neúspěchem, omlouvat se musel Rittigovi například politik Lubomír Zaorálek nebo řada medií včetně například České televize, Respektu nebo Aktuálně.cz.

### Dopravní podnik hl. m. Prahy
Nadační fond proti korupci obvinil Rittiga, že na jeho účty přicházely desítky milionů korun z pražského dopravního podniku. Rittig se proti tomu ostře ohradil a uvedl, že je „šokován, jak bezostyšnému osočení byl vystaven“. Společnost Neograph, která pro dopravní podnik dodávala jízdenky, měla uzavřenou smlouvu s firmou Cokeville Assets Inc. sídlící na Britských Panenských ostrovech. Za zprostředkování smlouvy měla tato společnost dostávat z každého lístku 17 haléřů. Karel Randák z protikorupčního fondu tvrdil, že firma Cokeville měla smlouvu o spolupráci s Rittigem, na základě které měla firma Rittigovi vyplácet provize ve výši 160 tisíc eur měsíčně a procenta ze zisku.
Dne 13. února 2014 byl Rittig zatčen a obviněn, podle státní zástupkyně mělo jít o trestný čin legalizace výnosů z trestné činnosti související s pražským dopravním podnikem.
V červnu 2015 byl Rittig obviněn spolu s Martinem Dvořákem, Marií Novákovou a dalšími 11 lidmi pro údajné praní špinavých peněz. Toto obvinění se týkalo zakázek na SMS jízdenky a m-peněženky, prodej kuponů a tisk papírových jízdenek. Podle policie šlo o organizovanou skupinu, která peníze v letech 2008 až 2014 propírala přes několik firem z daňových rájů.
U soudu ovšem tvrzení policejních vyšetřovatelů neobstála a Rittig byl spolu s dalšími obviněnými pravomocně zproštěn obžaloby v plném rozsahu v roce 2021 Pražským vrchním soudem. Podle soudců pracoval státní zástupce Adam Borgula s domněnkami. „Tvrzení státního zástupce však není opřeno o relevantní důkazy. Dohoda uvedených osob nebyla žádným způsobem prokázána a neplyne ani z provedených prostorových odposlechů,“ oznámil soud. Po skončení procesu žaloval Rittig spolu s dalšími obviněnými stát o odškodné. Navzdory původně navrhované sumě 5,8 milionu korun za nezákonné stíhání v takzvané jízdenkové kauze mu nakonec bylo přiznáno odškodné ve výši 990 tisíc korun.

### Oleo Chemical
V září 2014 Útvar pro odhalování organizovaného zločinu zadržel některé advokáty kanceláře MSB Legal v souvislosti s firmou Oleo Chemical, která byla podle České televize napojena na podniky blízké Rittigovi a která měla dodávat předraženou bionaftu pro pražský dopravní podnik. Zakázka se měla týkat let 2010–2012.
Od roku 2015 probíhalo u Městského soudu v Praze řízení v této věci (spisová značka 46 T 8 / 2015). V lednu 2017 uvedl státní zástupce Adam Borgula, že požaduje pro Rittiga 5 let vězení a peněžitý trest 1,7 milionu Kč. V únoru 2017 ho nepravomocný rozsudek zprostil obžaloby. Ve stejném řízení byli odsouzeni čtyři z deseti obžalovaných.
V září 2018 Pražský městský soud nepravomocně zprostil obžaloby lobbistu Iva Rittiga i v další větvi kauzy tunelování petrochemické firmy Oleo Chemical. Návrh státního zástupce Borguly ze 6. listopadu 2018 na obnovu trestního řízení v kauze vytunelování petrochemické firmy Oleo Chemical neuspěl, nově předložené odposlechy podle soudu nepřinášejí důkaz o páchání trestné činnosti. Nejvyšší státní zástupce podal v neprospěch některých obžalovaných dovolání k Nejvyššímu soudu. V červnu 2019 Vrchní soud v Praze zamítl odvolání státního zástupce, zproštění I. Rittiga je tedy pravomocné. Nejvyšší státní zástupce poté již dovolání v neprospěch I. Rittiga a Davida Michala nepodal. Rittigovi poté soud v dubnu 2024 přiznal v kauze odškodné ve výši 649 tisíc korun.

### Vyzrazení utajované zprávy Bezpečnostní informační služby
V lednu 2017 byl za vyzrazení utajované zprávy Bezpečnostní informační služby nepravomocně odsouzen (spolu s Janou Nečasovou a Davidem Michalem) k devítiměsíčnímu podmíněnému trestu. Rittig se proti verdiktu soudu odvolal. Odvolací soud na základě odvolání rozsudek zrušil a v listopadu 2019 byl Rittig (spolu s Janou Nečasovou a Davidem Michalem) nepravomocně obžaloby zproštěn. V roce 2020 již byl obžaloby zproštěn pravomocně. Po této kauze Rittigovi Ministerstvo spravedlnosti přiznalo odškodnění ve výši 87 483 Kč.

### Etický kodex pro Lesy České republiky
Firma Lesy České republiky podle České televize zaplatila za podklady a vývoj etického kodexu 1 720 000 korun poradenské firmě Rittig and Partners. Podle Lesů ČR byla cena odpovídající, ale podle Transparency International to jasné nebylo. Na zakázku nedohlížela dozorčí rada podniku, která se měla zabývat otázkou, zda byla spolupráce s externí firmou nutná. Protikorupční organizace sice podala na Lesy ČR trestní oznámení, to se ale netýkalo zakázky Rittigově firmě  a etický kodex, který jeho firma dodala, je používán státním podnikem dodnes.

### Alseda Data
Podle deníku Mladá fronta DNES vyjednával Rittig pod hlavičkou společnosti Alseda Data, která v konsorciu s Telefónikou O2 soutěžila o desetimiliardovou zakázku na provoz a správu velké části informačních technologií polostátní elektrárenské společnosti ČEZ a která měla vazby na ženu, jež figurovala ve slovenském skandálu s prodejem emisních povolenek. Podle zaměstnanců ČEZu byl Rittig také jedním z iniciátorů celého projektu, on však jakékoli spojení se zakázkou i jakékoli vazby na Alseda Data odmítl. Spojení Ivo Rittiga s firmou Alseda Data popřel také tehdejší správce společnosti Peter Kmeť. Od roku 2010, kdy MF Dnes přišla s údajným odhalením se žádná spojitost mezi Rittigem a firmou Alseda neprokázala.

### Proudové letadlo
Podle bulvárního deníku Blesk si Rittig v roce 2012 pořídil proudové letadlo Nextant 400XT a repasovaný Hawker 400XP. Za stroj údajně zaplatil kolem 100 milionů korun. „Letadlo si na leasing koupila moje společnost Rittig&Partners,“ řekl listu podnikatel. Nákup zdůvodnil tím, že jelikož většinu roku tráví v Monaku, on a jeho spolupracovníci letoun potřebují k práci. V Monaku měl do 21. května 2014 povolení k trvalému pobytu, od dubna 2014 má uděleno rezidenční vízum emirátu Dubaj (od 20. dubna 2014 do 19. dubna 2017).